# اوجیانو لا کیسا
اوجیانو لا کیسا (به ایتالیایی: Uggiano la Chiesa) یک کومونه در ایتالیا است که در استان لچه واقع شده‌است. اوجیانو لا کیسا ۱۴ کیلومتر مربع مساحت و ۴٬۳۱۱ نفر جمعیت دارد و ۷۷ متر بالاتر از سطح دریا واقع شده‌است.